# Rose (héraldique)
Pour les articles homonymes, voir Rose.

Rose héraldique

La rose est un meuble courant en héraldique. Il est souvent utilisé à la fois comme charge sur un blason et seul comme insigne héraldique. La rose héraldique a une forme stylisée composée de cinq pétales symétriques, entre lesquels apparaissent des pointes (épines ou sépales) et d'un bouton circulaire,,. La rose est l'un des symboles végétaux les plus courants en héraldique, avec le lys, qui a également une représentation stylistique dans la fleur de lys.
La rose est le symbole de la dynastie anglaise des Tudor, et la rose Tudor à dix pétales (appelée rose double) est associée à l'Angleterre. Les roses figurent également en bonne place dans les armoiries de la maison princière de Lippe et sur le sceau de Martin Luther.

## Apparence
L'apparence normale de la rose héraldique est une rose à cinq pétales, imitant l'apparence d'une rose sauvage sur une haie. Elle est représentée par défaut sans tige et de face. Elle a le plus souvent un bouton au centre et cinq pointes ou barbes qui imitent les épines entre les feuilles extérieures; une telle rose est blasonnée comme épanouie. Si le bouton est d'un émail différent, alors la rose est boutonnée,. La rose, dont les cinq pointes ou épines qui les environnent sont aussi d'un autre émail, est blasonnée pointée.
Certaines variations sur la rose sont utilisées. La rose peut apparaître avec une tige, auquel cas elle est décrite comme tigée, et feuillée si cette tige est garnie de feuilles,,.
Une combinaison de deux roses, l'une dans l'autre, est appelée une rose double (en), devenue célèbre par son utilisation par les Tudors.
Une rose apparaît parfois entourée de rayons, ce qui en fait une rose-en-soleil . Une rose peut être couronnée. Les roses peuvent apparaître à l'intérieur d'un chapelet, une guirlande de feuilles à quatre fleurs. Dans les insignes, il n'est pas rare qu'une rose soit associée à un autre meuble. Le célèbre insigne de Catherine d'Aragon est une grenade conjointe à la double rose de son mari, Henri VIII.

## Usage
Les roses héraldiques occupent une place importante dans l'histoire anglaise. Les deux maisons royales rivales du XVe siècle sont censées être connues par leurs insignes héraldiques, la rose rouge de Lancastre et la rose blanche d'York, d'où leur long conflit est plus tard appelé la guerre des Deux-Roses. La rose blanche d'York est ensuite utilisée comme insigne du jacobitisme en Angleterre et en Écosse, et avant la Première Guerre mondiale, l'une des principales organisations jacobites britanniques s'appelle l'Ordre de la Rose blanche. Les roses rouges et blanches apparaissent respectivement dans l'héraldique civique du Lancashire et du Yorkshire.
La maison Tudor qui est arrivée au pouvoir à la fin de la guerre utilise une combinaison de leurs deux roses : la rose double Tudor à dix pétales. La rose double Tudor est toujours représentée en blanc sur rouge sur un champ de toute autre teinture et est toujours qualifiée de «propre». Il est utilisé comme emblème floral de l'Angleterre, tout comme le chardon est associé à l'Écosse. Il apparaît dans la terrasse (en) des armoiries du Royaume-Uni et du Canada. Une rose rouge apparaît sur le collier de l'Ordre de la Jarretière.
La rose de Luther, une rose associée à un anneau, un cœur et une croix latine, est utilisée par Martin Luther comme sceau personnel. La rose de Luther est parfois utilisée comme charge à part entière, apparaissant sur les armoiries de plusieurs villes allemandes.
Dans les systèmes de brisure anglais et canadien, une petite rose est la marque de différence d'un septième fils. Au Portugal, un lambel à trois roses sert à différencier les armoiries des princes de Beira.
Les roses apparaissent dans les armoiries de la Finlande et font partie des insignes (en) des officiers (jusqu'au colonel) de l'armée finlandaise.

## Galerie

Pacy-sur-Eure : D'argent à la rose de gueules.
Bourg-Bruche :  D'argent à la rose de gueules boutonnée d'or et à la bordure aussi de gueules.
Ambacourt : ... accompagnée en chef d'une croix pattée d'argent à dextre et d'une rose du même pointée de gueules à senestre.
Saint-Benin : De gueules à une rose tigée et feuillée d'argent.
Famille de Bruc
Montréal : ... au deuxième d'une rose de gueules tigée, feuillée et pointée de sinople.
Belval : D'argent à la rose de gueules boutonnée d'or, pointée, tigée et feuillée de sinople, chaussé du même.
Famille de La Bigne
Rose Tudor sur l'insigne des Yeomen of the Guard (en).
La rose et la grenade, emblème de Catherine d'Aragon.
Rose de Luther sur les armoiries de Neuendettelsau, Allemagne.
Armoiries de la Finlande : un écu de gueules semé de roses d'argent.
Armoiries de Rosenheim.
Blason de Ksawerów : De sinople à une rose au naturel.
Famille de Cambacérès.